# Sport Laulara e Benfica
Die Associação Desportiva Sport Laulara e Benfica, kurz Sport Laulara e Benfica oder SLB, ist ein osttimoresischer Sportverein. Sie ist in Laulara in der Gemeinde Aileu ansässig, südlich der Landeshauptstadt Dili.

## Geschichte der Fußballabteilung
2006 nahm Laulara e Benfica am Unabhängigkeitscup und am Cup des Premierministers teil.
2015 erreichte Laulara e Benfica in der Qualifikationsrunde für die neugegründete LFA Primeira Divisão in der Gruppe A Platz 2 von 5 und so den Einzug in die höchste Liga. 2016 wurden sie die ersten Meister der neuen Liga. 2017 wurde man Vierter und 2018 kam man auf dem 5. Platz von acht Mannschaften.
Beim Landespokal, den Taça 12 de Novembro schieden sie 2016 im Halbfinale aus. Das Spiel gegen den Pokalsieger AS Ponta Leste um den Super Taça am 24. November 2016 verlor Laulara e Benfica 1:2. Beim Taça 12 de Novembro 2017 scheiterte man erneut im Halbfinale und ebenso 2018.
2019 gewann SLB die osttimoresische Fußballmeisterschaft der Frauen.

## Erfolge
- Osttimoresischer Meister: 2016

## Leichtathletik
Athleten des Vereins sind unter anderem die Olympiateilnehmer Augusto Ramos Soares (Marathon- und Mittelstreckenläufer) und Agueda Amaral (Marathonläuferin).

## Sonstiges
Der Verein benutzt als Ableger des portugiesischen Vereins Benfica Lissabon dessen Logo.
Vereinspräsident ist der ehemalige Premierminister und Präsident des Landes Xanana Gusmão. Zu den Gründern gehörte Filomeno Pedro Cabral Fernandes.